# 13-я византийская малая хроника
«13-я византийская малая хроника» — фрагмент официальных анналов Византии. Названа по изданию П. Шрайнера, где эта хроника приведена под номером 13. Сохранилась в виде поздней приписки к рукописи 1349 г. Состоит из 14 заметок, охватывающих период с 1422 по 1425 гг. Описывает события политической истории Византии, её взаимоотношения с Европой и Османской империей.

## Издания
1. P. Schreiner. Die byzantinischen kleinchroniken. V. 1. Wien, 1975, p. 115—118.

## Переводы на русский язык
- 13-я византийская малая хроника — в переводе А. С. Досаева на сайте Восточной литературы